# 瞿公真人廟
25°03′11″N 121°30′46″E / 25.052958°N 121.512756°E
瞿公真人廟，是位於臺灣臺北市大同區朝陽里的廟宇，主祀瞿公真人，為臺灣清治時期光緒年間湘軍所帶來的信仰。

## 沿革
清光緒年間，劉銘傳擔任台灣巡撫時，湖南勇到台灣駐守防禦法國（中法戰爭），同時帶來瞿公真人神像，作為醫神，保庇傷兵。劉銘傳重視士兵的信仰，就把瞿公真人神像供奉在臺灣巡撫衙門，並規定士兵若欲參拜可直接進入衙門參拜，不必通報。清光緒十三年（1887年）在臺北府城北門外建廟（廟附近為清朝機械局）。
臺灣日治時期日本人拆除舊臺北城牆後，此廟遷到今日的天水街。明治三十一年（1898年）以板橋林家林祖壽之名重建，當時廟址為大稻埕得勝街33番地。板橋林家對瞿公真人之信仰傳說與求子順利有關，不過說法有二。一說劉銘傳推薦林維源祭拜真人求子，參拜後果真連生林祖壽、林柏壽、林松壽三子；另一說則是林維源之養子林爾嘉往此廟祈子，翌年生男兒林景仁。
此廟曾數次成為日本佛教布教所。明治三十年（1897年）春真言宗於此傳教，明治三十二年（1899年）9月起此廟成為日本佛教淨土宗之布教所，直到三十三年（1900年）5月板橋林家請求遷出為止。陳植棋、倪蔣懷等人曾以真人廟為主題來繪畫，因為臺灣民眾黨總部位於此處。
民國88年（1999年）舊廟於九二一地震中震毀，民國97年（2008年）遷址重建為今貌。

## 祭祀
該廟主祀敕封溥護瞿真人神位及神像，陪祀殷郊元帥神位及神像、福德正神神像，例祭為農曆八月初九。
廟方認為主神瞿公真人是明朝天啟時之四川仁壽縣孝子，臺灣日治時期的調查認為真人是南明忠臣瞿式耜。嘉慶年間刊行之《長沙縣志》、民國時成書的《新續高僧傳》則指出其為明清之際湖南長沙地區之僧人，對於旱災、水災、疾病等皆有靈驗，於同治六年（1867年）由朝廷敕封為「溥護真人」。
由於板橋林家求子順利之傳說，地方相信真人對不孕婦女求子甚靈。